# Intafrenes
Intafrenes, también Intafernes (en persa antiguo: 𐎻𐎡𐎭𐎳𐎼𐎴𐎠, romanizado: Vindafarnâ, en griego antiguo: Ἰνταφρένης, romanizado: Intaphrénēs o en griego antiguo: Ἰνταφέρνης, romanizado: Intaphérnēs), (¿-?), fue un cortesano y general aqueménida de Darío I.

## Contexto histórico
En marzo del 522 a. C., un mago llamado Gaumata obtuvo el poder en el imperio persa haciéndose pasar por Esmerdis, el hermano del rey Cambises II. Gaumata pudo hacerlo ya que el Esmerdis verdadero había sido secretamente asesinado por orden de su hermano. Inmediatamente Cambises marchó contra el usurpador, pero murió antes de llegar a Persia. El falso Esmerdis pudo así gobernar.
Ótanes, hermano de la madre de Cambises y Esmerdis, fue el primero en sospechar del engaño. Ótanes invitó a Aspatines y Gobrias a tratar el asunto. Juntos decidieron compartir el secreto con otros tres conspiradores: Hidarnes, Intafrenes y Megabizo I. Estaban todos haciendo planes cuando llegó Darío I y se les añadió. Convenció a los otros de que lo mejor era actuar inmediatamente. Así, el 29 de septiembre del 522 a. C., mataron al falso Esmerdis. Intafrenes perdió el ojo durante el regicidio. Darío fue nombrado rey.
La fuente más famosa que existe para conocer el papel de Intafrenes en la ascensión al trono por parte de Darío I es el historiador griego Heródoto de Halicarnaso. Que Intafrenes estuvo involucrado en el asesinato del mago Gaumata está confirmado por otra fuente, la inscripción de Behistún, la cual nos revela también el nombre de su padre, Vayaspâra.

## General de Darío
Tras la ascensión de Darío, algunas provincias se rebelaron. Las revueltas más importantes fueron las de Babilonia, bajo el mando de Nabucodonosor III, y Media, bajo el liderazgo de Fraortes. Darío acabó personalmente con la rebelión babilónica en diciembre, dejando la guerra contra los medos a sus generales Hidarnes e Histaspes, que fueron capaces de aislar la rebelión. En enero del 521 a. C., Darío salió de Babilonia con un gran ejército, derrotando definitivamente a los medos el 8 de mayo.
Mientras tanto, los babilonios se rebelaron de nuevo, ahora bajo Nabucodonosor IV. Darío envió un ejército al mando de Intafrenes para hacerles frente. La batalla tuvo lugar el 27 de noviembre del 521 a. C. con el resultado de la victoria del lado del rey.
Intafrenes era probablemente el segundo hombre más importante de Persia solo por detrás del propio Darío. Se le menciona como «portador del arco» de Darío, cargo que parece fue creado adrede para él, ya que no se conocen personajes anteriores con este honor. Gobrias, «portador de la lanza», era el tercer hombre en importancia.

## Un triste final
Según Heródoto, Intafrenes acabó sus días de la peor forma. Al parecer, los seis compañeros conspiradores tenían el derecho a acceder a palacio siempre que quisieran excepto cuando el rey estaba yaciendo con alguna de sus mujeres. En cierta ocasión, Intafrenes quiso acceder y cuando el chambelán del rey le dijo que no era posible porque el rey estaba precisamente con una mujer, en un arrebato de furia cortó con su cimitarra las orejas y narices de los servidores. Al enterarse Darío, sondeó al resto de conspiradores para ver si aprobaban la actitud de Intafrenes. Como era de esperar, ninguno lo hizo. Darío hizo arrestar a Intafrenes, sus hijos y familiares más próximos, los cuales acabaron ejecutados. Sólo un cuñado y el hijo mayor de Intafrenes se salvaron, ya que al dar el rey a la esposa de Intafrenes la posibilidad de salvar a un familiar, escogió a un hermano (en lugar de a su marido o a sus hijos) por la imposibilidad de tener otro al haber ya muerto sus padres, añadiendo el rey a su clemencia al hijo por complacer a la mujer.
Probablemente Darío aprovechó la ocasión para quitarse de encima al segundo hombre con más poder de Persia, un hombre que podría reclutar un poderoso ejército y que había llegado a estar demasiado cerca del trono.